# صبح بخیر پدر
صبح بخیر پدر (ایتالیایی: Buongiorno papà) یک فیلم کمدی ایتالیایی به کارگردانی ادواردو لئو است که در سال ۲۰۱۳ منتشر شد.

## بازیگران
- رائول بووا
- نینی بروسکتا
- پائولا تیتسیانا کروچانی
- مارکو جالینی
- نیکول گریمائودو
- روزابل لورنتی سلرز
- ادواردو لئو
- ماتیا اسبراجا
- یونس بشیر
- رمو رموتی
- اِسوِوا آلویتی